# Sparta (Kentucky)
Sparta es una ciudad ubicada en los condados de Gallatin y Owen, Kentucky, Estados Unidos. Tiene una población estimada, a mediados de 2021, de 235 habitantes.
En la localidad se encuentra la Kentucky Speedway, una pista de carreras en la que se han realizado competencias de NASCAR e IndyCar Series, entre otras. Un hotel de la cadena Ramada aloja a los visitantes. 

## Geografía
La localidad está ubicada en las coordenadas 38°41′44″N 84°54′22″O / 38.69556, -84.90611. Según la Oficina del Censo de los Estados Unidos, tiene una superficie total de 16.30 km², de la cual 16.18 km² corresponden a tierra firme y 0.12 km² son agua.

## Demografía
Según el censo de 2020, en ese momento había 236 personas residiendo en Sparta. La densidad de población era de 14.59 hab./km². El 91.53% de los habitantes eran blancos, el 0.42% era amerindio, el 3.39% eran de otras razas y el 4.66% eran de una mezcla de razas. Del total de la población, el 8.90% eran hispanos o latinos de cualquier raza.